# Daniele Rugani
Daniele Rugani, född 29 juli 1994, är en italiensk fotbollsspelare (mittback) som spelar för Ajax, på lån från Juventus.

## Klubbkarriär
Den 3 oktober 2020 lånades Rugani ut av Juventus till franska Rennes på ett låneavtal över säsongen 2020/2021. Den 1 februari 2021 lånades han istället ut till Cagliari på ett låneavtal över resten av säsongen 2020/2021.
Den 21 augusti 2024 lånades Rugani ut till Ajax på ett säsongslån.

## Landslagskarriär
Rugani debuterade för Italiens landslag den 1 september 2016 i en 3–1-förlust mot Frankrike, där han byttes in i halvlek mot Andrea Barzagli.